# Frederick Bodmer
Frederick Bodmer (eigenlijk Friedrich Bodmer) (Fällanden, 14 februari 1894 – Rome, 2 januari 1960) was een Zwitsers taalkundige en filoloog, vooral bekend als auteur van het populairwetenschappelijke boek The Loom of Language. Dit boek is ook vertaald in het Duits met de titel Die Sprachen der Welt.

## Leven en werk
Bodmer promoveerde in 1924 aan de Universiteit Zürich met zijn proefschrift Studien zum Dialog in Lessings Nathan. Daarna gaf hij les in Europa en in de jaren 1930/40 was hij professor aan de Universiteit van Kaapstad. In Kaapstad wordt Bodmer in 1929 geportretteerd door de Zuid-Afrikaanse schilderes Irma Stern. In 1933 wordt hij aldaar als een vurig trotskist en radicaal academicus beschreven. Hij trad op als spreker in de sociëteit New Era Fellowship, die in 1937 was opgericht door Goolam Gool en waar politieke debatten en discussies plaatsvonden.
Later was Bodmer professor aan het Department of Modern Languages van het Massachusetts Institute of Technology (MIT), 
waar hij in 1955 werd opgevolgd door Noam Chomsky.